# Guillermo de Sajonia-Weimar
El duque Guillermo de Sajonia-Weimar (Altemburgo, 11 de abril de 1598-Weimar, 17 de mayo de 1662) fue un duque de Sajonia-Weimar.

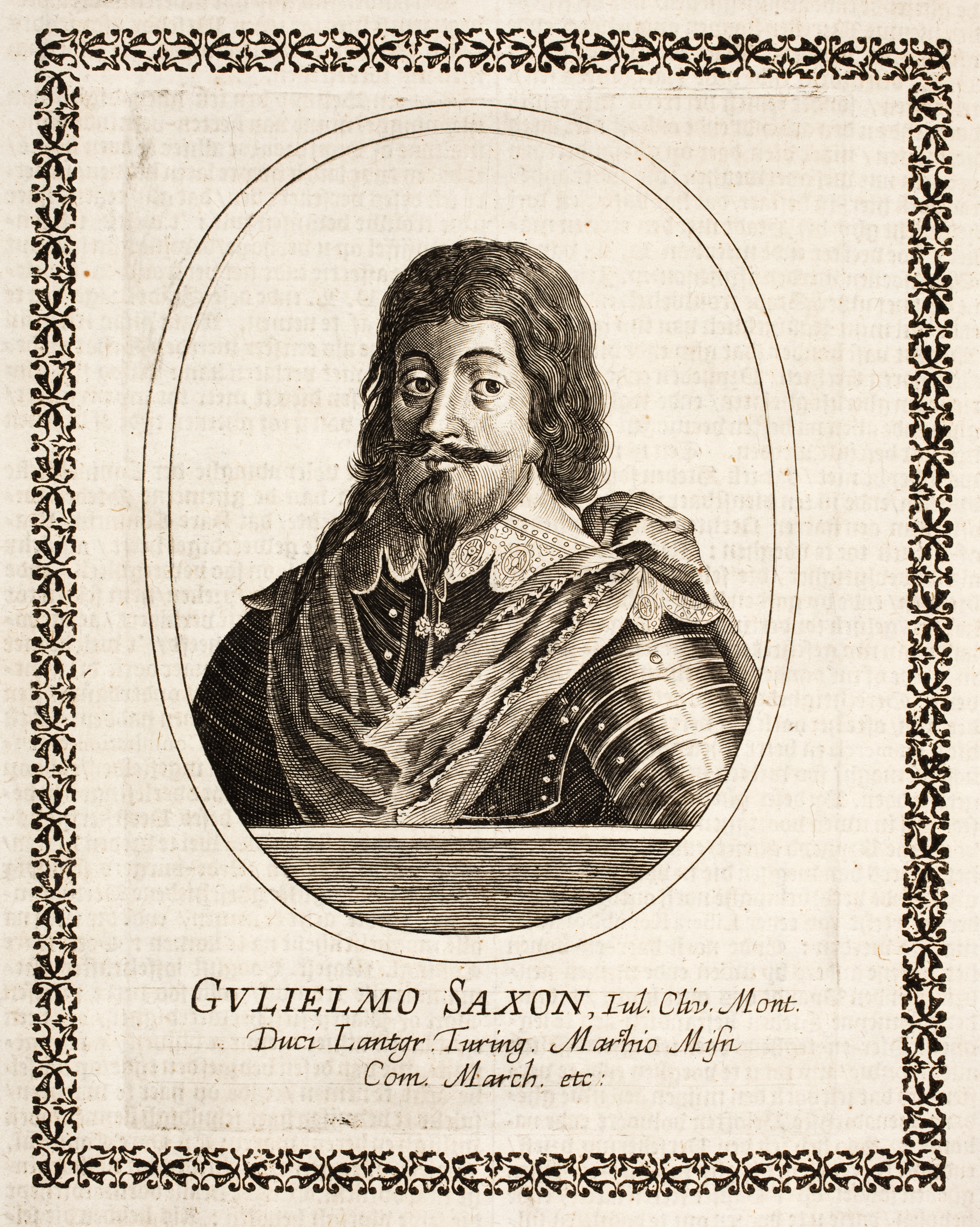
Guillermo, Duque de Sajonia-Weimar.

## Biografía
Guillermo era el quinto hijo (aunque el tercero superviviente) del duque Juan de Sajonia-Weimar, y de Dorotea María de Anhalt. Era el hermano de Bernardo de Sajonia-Weimar, un exitoso general protestante en la Guerra de los Treinta Años, y de Ernesto I, duque de Sajonia-Gotha (más tarde Altemburgo), un próspero y bien considerado gobernante conocido como el Piadoso.

### Juventud
Como sus hermanos Juan Ernesto y Federico, Guillermo estudió en la Universidad de Jena. Posteriormente, acompañó a sus hermanos en su viaje de estudios por el extranjero. Su tour empezó a finales de agosto de 1613; los hermanos visitaron Francia, Gran Bretaña y los Países Bajos antes de volver a casa en 1614.
Algunos años después, el 24 de agosto de 1617, durante el funeral de su madre, Guillermo colaboró en la fundación de la Sociedad Fructífera. En 1651 se convirtió en el segundo jefe de esta sociedad.

### Reinado
En 1620 Guillermo se convirtió en regente de todos los territorios de su hermano mayor, Juan Ernesto, después de que este último fue sujeto a prohibición imperial por rechazar someterse al emperador. Cuando Juan Ernesto murió en 1626, Guillermo asumió el título de duque de Sajonia-Weimar.
Un año más tarde, Guillermo fue admitido como miembro de la Orden de la Estabilidad. Durante los años 1622-1623, creó una federación patriótica, la Deutscher Friedbund, para la promoción de los Estados alemanes y las libertades religiosas. El tío materno de Guillermo, Luis I de Anhalt-Köthen, proporcionó a la Friedbund una generosa dotación.

### Subida al poder
Guillermo se alió con sus hermanos en la Guerra de los Treinta Años, sirviendo a las órdenes de Ernst von Mansfeld y del margrave Jorge Federico de Baden-Durlach. Después fue ascendido bajo las órdenes de Cristián de Brunswick, el Joven.
Durante la división de sus territorios paternos en 1671, Guillermo retuvo Weimar y Jena, y su hermano menor Alberto recibió Eisenach. Cuando Alberto murió sin descendencia en 1644, Guillermo asumió el control de la herencia entera.
El rey Gustavo II Adolfo de Suecia fue responsable del rápido ascenso de Guillermo entre los rangos militares. Después de la muerte de Gustavo II Adolfo, sin embargo, el conde Axel Oxenstierna impidió con éxito que Guillermo asumiera cualquier otro mando como teniente general, con lo que Guillermo accedió a la Paz de Praga en 1635.
Cuando el príncipe Luis I de Anhalt-Köthen murió el 7 de enero de 1650, los miembros de la Sociedad Fructífera decidieron que Guillermo se convirtiera en el sucesor de su tío como jefe de la sociedad. Después del periodo de luto obligatorio, Guillermo se convirtió en el nuevo jefe de la sociedad el 8 de mayo de 1651, una posición que retuvo hasta el fin de su vida. En contraste con su predecesor, sin embargo, estuvo esencialmente limitado a tareas representativas.

## Matrimonio e hijos
En Weimar el 23 de mayo de 1625, Guillermo contrajo matrimonio con Leonor Dorotea, hija del Príncipe Juan Jorge I de Anhalt-Dessau. Tuvieron nueve hijos:
1. Guillermo (n. Weimar, 26 de marzo de 1626 - m. Weimar, 1 de noviembre de 1626).
2. Juan Ernesto II, Duque de Sajonia-Weimar (n. Weimar, 11 de septiembre de 1627 - m. Weimar, 15 de mayo de 1683).
3. Juan Guillermo (n. Weimar, 16 de agosto de 1630 - m. Weimar, 16 de mayo de 1639).
4. Adolfo Guillermo, Duque de Sajonia-Eisenach (n. Weimar, 14 de mayo de 1632 - m. Eisenach, 22 de noviembre de 1668).
5. Juan Jorge I, Duque de Sajonia-Marksuhl, más tarde de Sajonia-Eisenach (n. Weimar, 12 de julio de 1634 - m. en un accidente de caza, Eckhartshausen, 19 de septiembre de 1686). Abuelo de Carolina de Brandeburgo-Ansbach, reina consorte de Jorge II de Gran Bretaña.
6. Guillermina Leonor (n. Weimar, 7 de junio de 1636 - m. Weimar, 1 de abril de 1653).
7. Bernardo II, Duque de Sajonia-Jena (n. Weimar, 14 de octubre de 1638 - m. Jena, 3 de mayo de 1678).
8. Federico (n. Weimar, 19 de marzo de 1640 - m. Weimar, 19 de agosto de 1656).
9. Dorotea María (n. Weimar, 14 de octubre de 1641 - m. Moritzburg, 11 de junio de 1675), desposó el 3 de junio de 1656 al Duque Mauricio de Sajonia-Zeitz.[1]